# Sites archéologiques sous-marins de Murujuga
Les sites archéologiques sous-marins de Murujuga sont deux zones de fouilles situées au large de la côte de Pilbara en Australie-Occidentale, révélées en 2020. Ces sites, immergés depuis plusieurs millénaires, constituent les premières preuves archéologiques sous-marines de l'occupation humaine en Australie, et sont associés aux peuples aborigènes de la région de Murujuga.

## Découverte
Les fouilles ont été menées dans le cadre du projet Deep History of Sea Country, en partenariat avec la Murujuga Aboriginal Corporation (en). Les deux sites sont situés à Cape Bruguieres (ceb) (à 2,4 m de profondeur) et à Flying Foam Passage (en) (à 14 m de profondeur). Ils ont été identifiés grâce à des relevés sonar, des plongées archéologiques et des analyses géomorphologiques.

## Importance archéologique
Le site de Cape Bruguieres a livré 269 artefacts lithiques, dont des outils de raclage, de coupe et de martelage,. Celui de Flying Foam Passage présente des traces d'activité humaine et une source d'eau douce, avec au moins un outil en pierre. Les datations indiquent un âge d'au moins 7 000 à 8 500 ans, ce qui les classe parmi les plus anciens sites archéologiques sous-marins des tropiques,.

## Enjeux patrimoniaux
Ces découvertes soulignent l'importance de protéger le patrimoine culturel immergé, souvent menacé par l'érosion, les activités industrielles et le développement côtier. Les chercheurs appellent à une législation renforcée pour préserver ces sites aborigènes.